# جورج هوراس لوريمر
جورج هوراس لوريمر (بالإنجليزية: George Horace Lorimer)‏ هو صحفي أمريكي، ولد في 6 أكتوبر 1867 في لويفيل في الولايات المتحدة، وتوفي في 22 أكتوبر 1937 في Wyncote, Pennsylvania ‏ في الولايات المتحدة.

## وصلات خارجية
- جورج هوراس لوريمر على موقع الموسوعة البريطانية (الإنجليزية)